# Постников, Пётр Васильевич
Пётр Васильевич Постников (1660-е — не ранее 1713) — первый великорусский врач-физиолог и дипломат, получивший учёную степень доктора философии и медицины в стенах западноевропейского университета; переводчик Корана на русский язык.

## Биография
Родился в 1660-х годах в семье дипломата Василия Тимофеевича Постникова.
В 1685—1692 годах учился в Славяно-греко-латинской академии.
В 1692 году был направлен для изучения медицины в Италию, куда отправился вместе с Джакомо Пелярино; 19 августа 1694 года получил степень доктора медицины и философии в Падуанском университете. В ноябре 1694 года был избран асессором в университетскую администрацию, заведовавшую делами Artistarum — одного из двух отделений Падуанского университета, где преподавались главным образом богословие, философия и медицина. Продолжил обучение в Парижском и Лейденском университетах (1695—1697).
Как знающий несколько языков — итальянский, французский, латинский и греческий — был прикомандирован в 1697 году к великому посольству; выполнял разные поручения русского полномочного посла. Находился в Голландии, как переводчик и закупщик лекарственных снадобий. Ездил также в Англию. Был переводчиком российского представителя П. Б. Возницына на Карловицком конгрессе (1698—1699). Возвратился в Россию в 1701 году и служил доктором в Аптекарском приказе, оставаясь в Посольском приказе в качестве переводчика с латинского, французского и итальянского языков. Летом 1701 года сопровождал Петра I в Новгород и Псков.
В 1703 году был отправлен в Париж в качестве неофициального агента. Провёл во Франции почти 9 лет. В сентябре 1703 года получил приказ вернуться в Россию, однако оставался в Париже до августа 1704 года; собирался в Италию, жил в 1704—1705 гг. в Голландии «с научными целями» и снова вернулся в Париж. Хлопоты его о получении места резидента при английском или одном из итальянских дворов остались безуспешны.
Вернувшись в Россию в 1710 году, продолжал службу при Посольском приказе, занимаясь, по поручению правительства, переводом иностранных сочинений, и умер не ранее 1713 года. По выражению его первого биографа, не получил «в жизни сей награды за труды, пожертвования и упражнения в науках».
Около 1697 года Постников выполнил первый перевод Корана на русский язык (с французского перевода Андрэ дю Рие), сохранившийся в двух рукописях и превосходящий по уровню анонимный перевод, изданный в Петербурге в 1716 году.